# Franz von Carácciolo

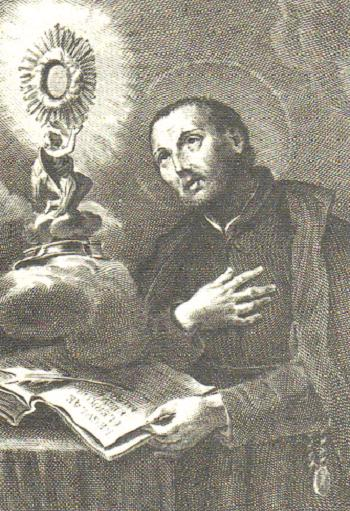
Franz von Carácciolo

 Francesco Carácciolo  (* 13. Oktober 1563 in Villa Santa Maria in den Abruzzen, Italien; † 4. Juni 1608 in Argenta) ist Mitbegründer eines christlichen Männerordens und wurde von der römisch-katholischen Kirche heiliggesprochen.

## Leben
Francesco Carácciolo entstammte der neapolitanischen Adelsfamilie Caracciolo. Seiner Hagiografie zufolge erholte er sich auf wundersame Weise von einer schweren Hautkrankheit und verschenkte daraufhin seine gesamten Besitztümer. Er studierte Katholische Theologie und wurde im Jahr 1587 zum Priester geweiht. Er schloss sich einer Priestergemeinschaft an, die  Galeerensklaven und zum Tode Verurteilte seelsorgerlich begleitete. 1588 gründete er gemeinsam mit Giovanni Agostino Adorno und Fabrizio Carácciolo den Orden der Minderen Regularkleriker, um die anstehenden Aufgaben durch die strukturelle Ordnung einer Kongregation besser koordinieren zu können. Noch im gleichen Jahr bestätigte Papst Sixtus V. die Gemeinschaft. Erster General des Ordens wurde 1588 Agostino Adorno, zweiter General wurde 1593 Franz von Carácciolo.
Francesco Carácciolo unternahm zahlreiche Pastoralreisen auf die Iberische Halbinsel und sorgte dadurch für eine kontinuierliche Ausbreitung seines Ordens. Er starb am 4. Juni 1608 in Argenta und wurde in Neapel bestattet. Papst Pius VII. sprach ihn am 24. Mai 1807 heilig. Franz von Carácciolo wird als Schutzpatron von Neapel verehrt.

## Darstellung
In der Kapelle des Palazzo Cellamare zu Neapel befindet sich ein Gemälde, das bereits zu Lebzeiten Francesco Carácciolos entstanden sein soll. Weitere bekannte Darstellungen gibt es in der Schatzkapelle der Kirche San Gennaro in Neapel sowie im Petersdom zu Rom.